# Список умерших в 1322 году

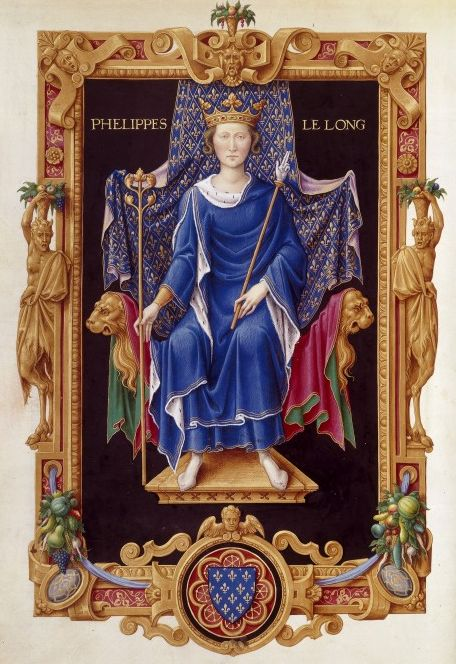
Филипп V Длинный

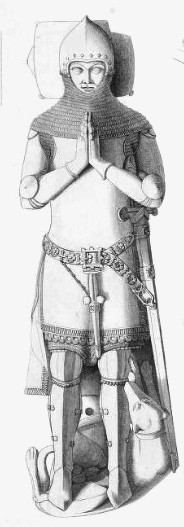
Хэмфри де Богун, 4-й граф Херефорд

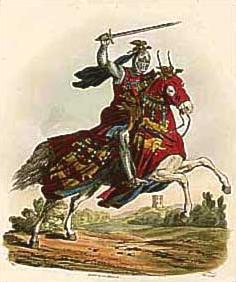
Томас Плантагенет, 2-й граф Ланкастер

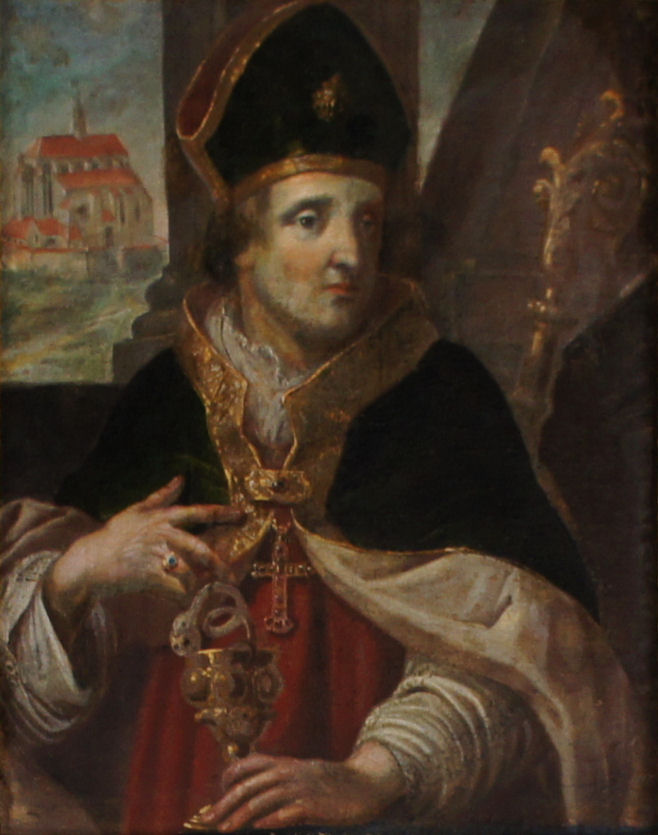
Конрад III де Сендлингер

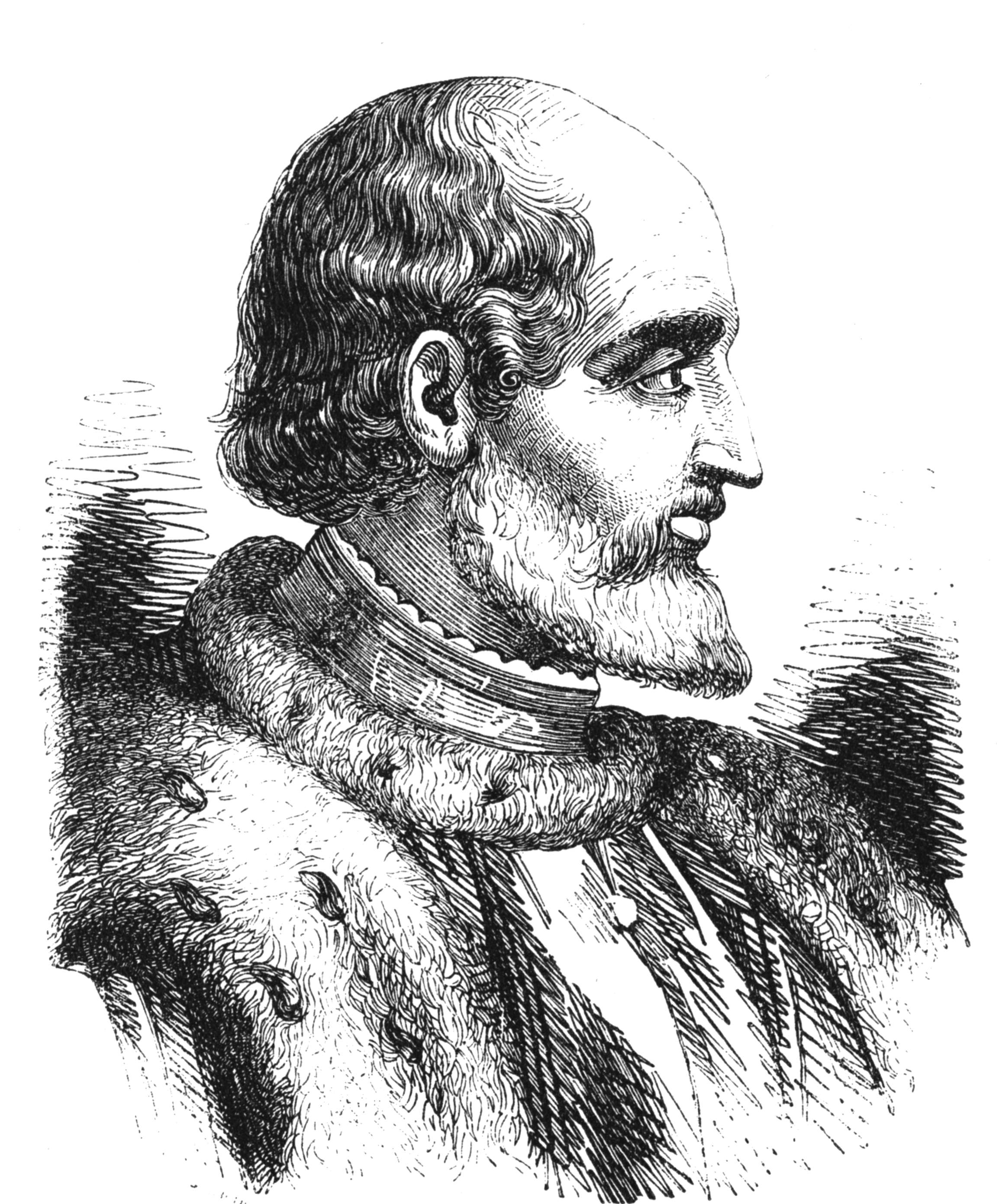
Маттео I Висконти

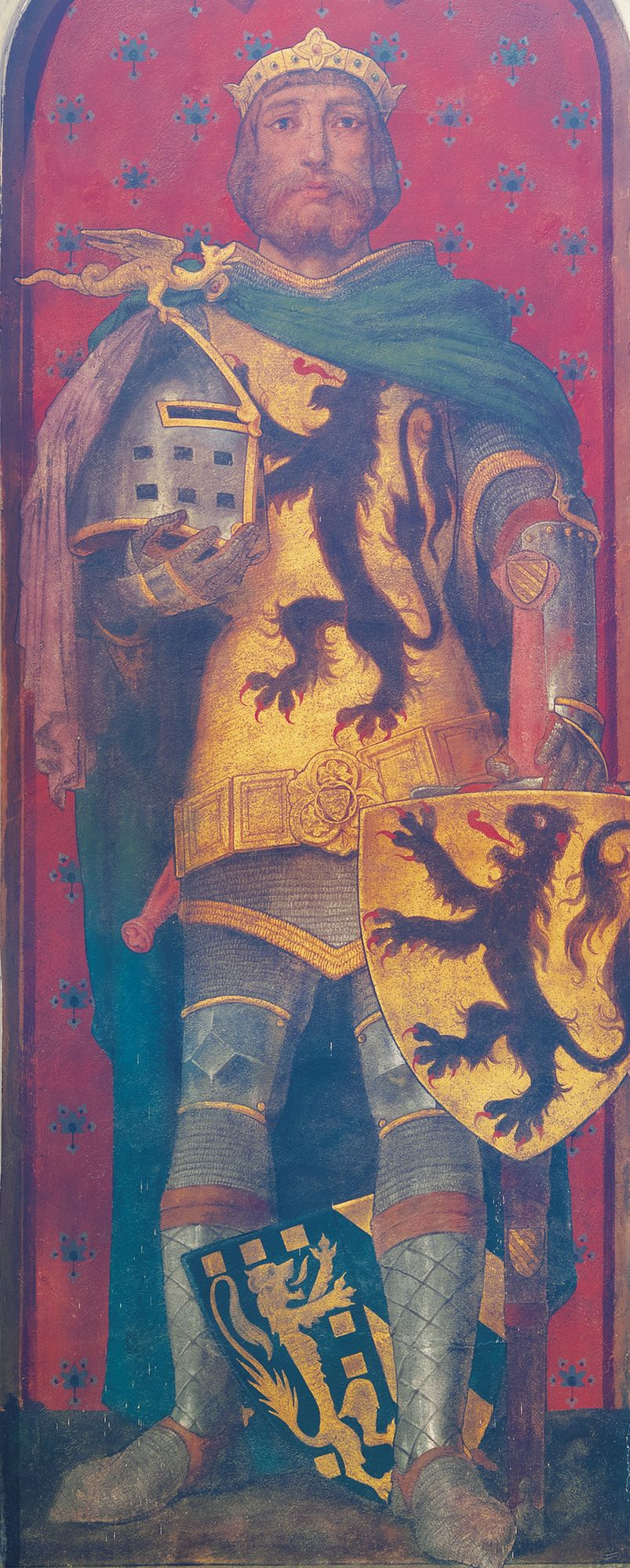
Роберт III Бетюнский

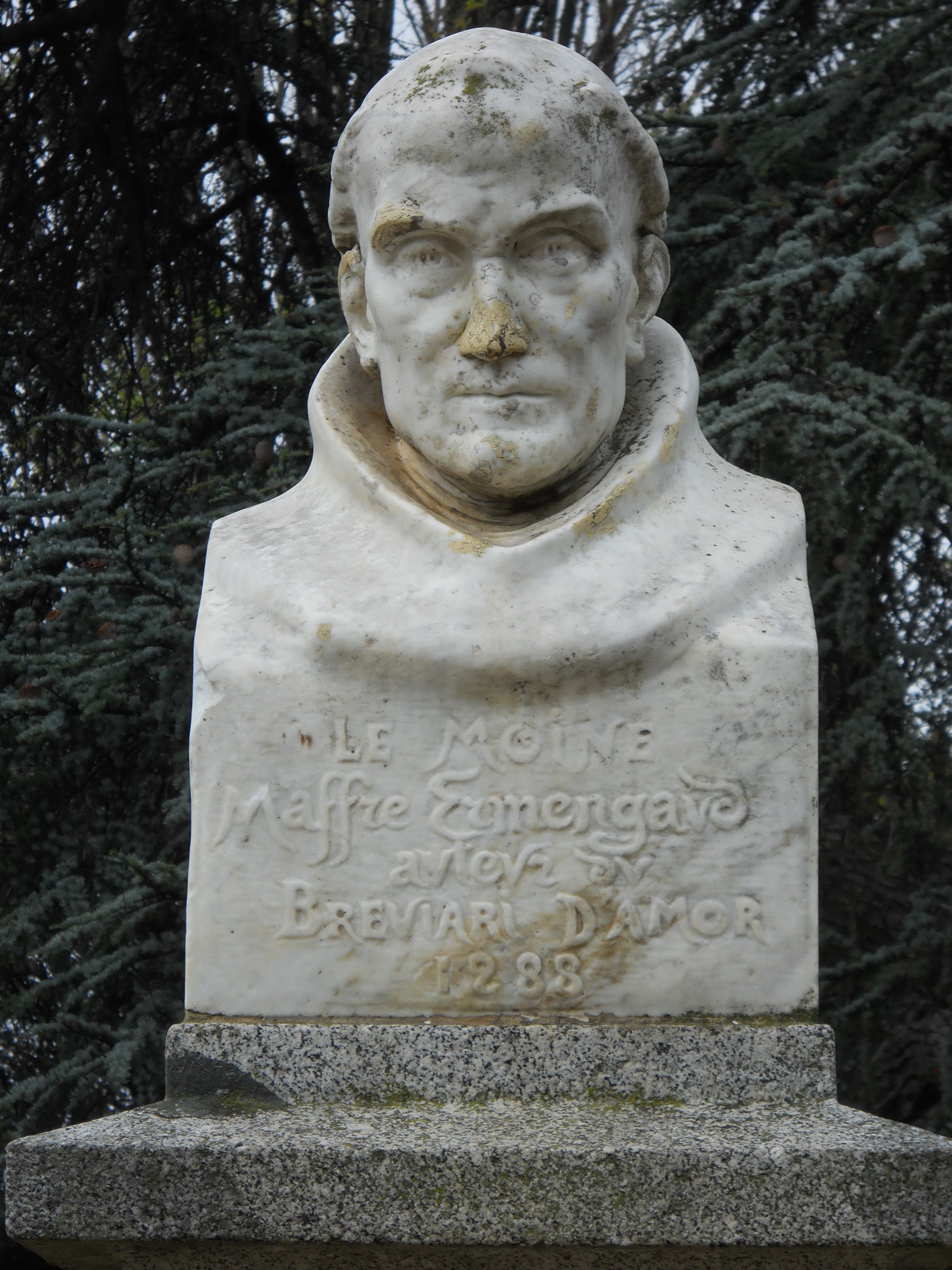
Матфре Эрменгау

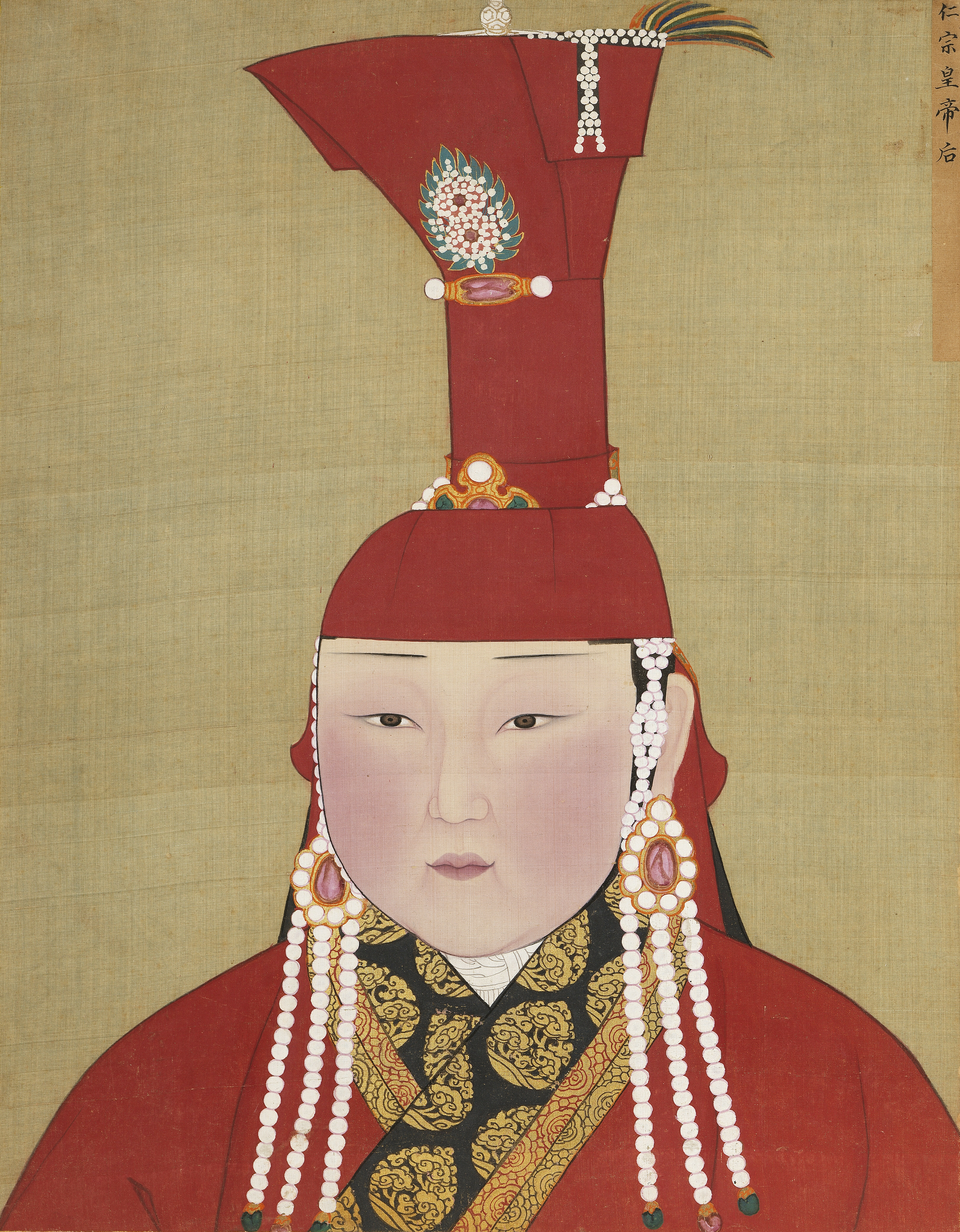
Раднашири

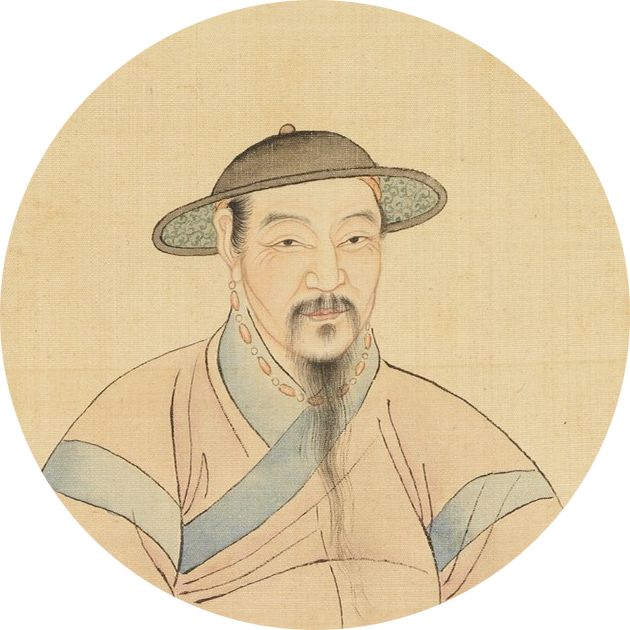
Чжао Мэнфу

В этой статье представлен список известных людей, умерших в 1322 году.
См. также: Категория:Умершие в 1322 году

## Январь
- 3 января — Филипп V Длинный (30) — король Франции, король Наварры (1316—1322), граф де Пуатье (1311—1316), граф Бургундии (1314—1322).
- 6 января — Теодора Смилец Болгарская[англ.] — дочь болгарского царя Смилеца, королева-консорт Сербии (1321—1322) жена Стефана Уроша III Дечанского.
- 8 января — Рустикелло из Пизы, итальянский писатель, соавтор Марко Поло.
- Пётр Ауреоли — французский философ и теолог; «красноречивый доктор», францисканский провинциал в Аквитании (кон. 1320) и архиепископ Экс-ан-Прованса (1321—1322)

## Февраль
- 11 февраля — Пьетро да Кунео[итал.] — итальянский святой римско-католической церкви.
- 25 февраля — Филипп фон Ратсамхаузен[нем.] — епископ Айхштета (1306—1322)

## Март
- 16 марта — Хамфри де Богун — граф Херефорд, граф Эссекс, лорд Верховный констебль Англии (1298—1322); погиб в битве при Боробридже.
- 22 марта:
  - Манфредо Беккариа — народный капитан Павии (1282—1322);
  - Томас Плантагенет — граф Ланкастер, граф Лестер, лорд-распорядитель (1296—1322), один из предводителей баронской оппозиции в правление Эдуарда II; казнён за участие в баронском восстании.
- 23 марта:
  - Роджер де Клиффорд (22) — барон де Клиффорд, барон Уэстморленд, верховный шериф Уэстморленда, барон Скиптон (1314—1322); казнён за участие в баронском восстании;
  - Джон де Моубрей (35) — барон Моубрей (1297—1322), казнён за участие в баронском восстании.

## Апрель
- 8 апреля — Маркета Пржемысловна (26) — дочь короля Чехии Вацлава II, княгиня-консорт вроцлавская и опавская (1308—1311), княгиня-консорт легницкая (1308—1311 1312—1322), жена Болеслава III Расточителя.
- 11 апреля — Конрад III де Сендлингер[нем.] — епископ Фрайзинга (1314—1322)
- 14 апреля — Бартоломью де Бэдлсмир — первый барон Бедлсмер (1309—1322), казнён за участие в баронском восстании.
- 20 апреля — Симон Риналдуччи[англ.] — августинский монах и проповедник, святой римско-католической церкви.
- 22 апреля:
  - Иоганн II — герцог Саксонии (1282—1296), герцог Саксен-Лауэнбурга (1296—1303), герцог Саксен-Бергердорф-Мёльна (1303—1322);
  - Франциск Венимбени[итал.] — францисканский писатель.

## Май
- 6 мая — Джон Гиффард (34) — барон Гиффард (1299—1322).
- 7 мая — Джон Мармион — барон Мармион из Уинтерингхама (1313—1322).
- Уильям Инге[англ.] — лорд главный судья Англии и Уэльса (1316—1317)

## Июнь
- 24 июня — Маттео I Висконти (71) — капитан народа и фактический правитель Милана (1287—1302), граф Милана (1311—1322), императорский викарий в Ломбардии (1297—1317).

## Июль
- 7 июля:
  - Герман фон Малтцан[нем.] — епископ Шверина (1315—1322);
  - Пеллеринно да Цитта ди Кастелло[итал.] — епископ Цюаньчжоу (1318—1322).
- 20 июля — Фредерик II ван Зирк[англ.] — епископ Утрехта (1317—1322)
- 24 июля — Людовик I де Дампьер — граф Невера (1280—1322), граф Ретеля (1290—1322) (по праву жены)

## Август
- 9 августа — Джованни делла Верна[итал.] — итальянский францисканский монах, святой римско-католической церкви.
- 11 августа — Ульрих фон Шлюссельберг[нем.] — епископ Бамберга (1318—1321), епископ Брессаноне (1322)
- 25 августа — Беатриса Силезская — герцогиня-консорт Баварии (1308—1322), королева-консорт Германии (1314—1322), жена Людвига IV.

## Сентябрь
- 3 сентября — Готфрид III фон Гогенлоэ[нем.] — епископ Вюрцбурга (1313—1322)
- 7 сентября — Генрих I (55) — герцог Брауншвейг-Люнебурга (1277—1322) (князь Вольфенбюттеля (1277—1291) первый князь Грубенхагена (1291—1322)).
- 10 сентября — Мария де Лузиньян, королева Арагона, королева Валенсии (1315—1322) как жена Хайме II.
- 17 сентября — Роберт III Бетюнский — граф Невера (на правах жены) (1272—1280), граф Фландрии (1305—1322), сеньор де Бетюн (1264—1322)
- 18 сентября:
  - Адам Фицрой — внебрачный сын английского короля Эдуарда II;
  - Якоб ван Удсхоорн[англ.] — епископ Утрехта (1322).
- 20 сентября — Ринальдо да Полента — архиепископ Равенны (1321—1322), убит своим двоюродным братом Остасио.

## Октябрь
- 11 октября — Агнесса Габсбург[итал.], дочь короля Германии Рудольфа I, герцогиня-консорт Саксонии (1273—1298), жена Альбрехта II.
- 31 октября — Гартман II, граф Кибурга (с 1301), ландграф Бургундии (с 1313).
- Лопе Диас IV де Аро — испанский дворянин, активный участник политической борьбы в Каталонии

## Ноябрь
- 16 ноября — Наср ибн Мухаммад — эмир Гранады (1309—1314)
- 27 ноября — Агнесса Савойская[итал.] — дочь графа Савойи Амадея V, графиня-консорт Женевы (1308—1320), жена графа Гильома III

## Декабрь
- 3 декабря — Мод Чауорт (40) — жена Генри Плантагенета, 3-го графа Ланкастер.
- 4 декабря — Гуго I де Шалон-Арле — сеньор д'Арле и де Витто (1315—1322)

## Дата неизвестна или требует уточнения
- Адальберт фон Фонсдорф[нем.]	— епископ Кимзе (1293—1322)
- Александр Данилович — московский княжич, сын Даниила Александровича Калиты
- Андроник Асень — византийский губернатор Мореи (1316—1322)
- Афанасий Данилович — князь новгородский (1314—1315, 1318—1322).
- Берек Батори, государственный и военный деятель Королевства Венгрии; основатель рода Батори.
- Гуго Ньюкасльский[англ.] — францисканский теолог и схоластический философ
- Гутьере Тельес[исп.] — епископ Хаэна (131—1322)
- Ле Ван Хыу[англ.] — вьетнамский историк, автор «Исторических записок Давьета».
- Ма Дуаньлинь, китайский историк и энциклопедист.
- Понс IV де Ампурьяс[исп.] — Граф Ампурьяс (1313—1322)
- Раднашири — императрица-консорт Китая (1313—1320), жена Аюрбарибады
- Рикард де Бермингем[англ.] — англо-ирландский сеньор Атенрая, активный участник войны в Ирландии в 1315—1316 годах
- Томас де Мултон 1-й барон Мултон из Гисланда[англ.] — первый барон Мултон из Гисланда (1307—1313)
- Томас Уилтон — английский теолог и философ
- Федерико I да Монтефельтро — итальянский кондотьер, сеньор Урбино (1302—1322)
- Феодор Святослав Тертер — царь Болгарии (1300—1322)
- Фердинанд де ла Серда — сын инфанта Кастилии Фернандо де ла Серда, боровшийся вместе с братом Альфонсо за трон Кастилии
- Цессолес, Якобус — средневековый пьемонтский проповедник и мыслитель, доминиканский монах, апологет феодального строя.
- Чжао Мэнфу — китайский художник, каллиграф, литератор и государственный деятель.
- Чонгур, военный и государственный деятель времен династии Юань.
- Шамсуддин Фироз Шах[англ.] — султан Бенгалии (1301—1322)
- Эли Гидони[фр.] — епископ Отёна (1309—1322).
- Матфре Эрменгау, францисканский монах, легист и трубадур, магистр права.